# 山本清 (俳優)
山本 清（、1933年10月8日 - ）は、日本の俳優である。神奈川県出身。

## 略歴・人物
1957年に劇団俳優座へ入団して舞台等で活動。1985年に退団後は株式会社仕事に所属していた。
東宝・東映の映画にも脇役を中心に数多く出演。また主に時代劇では悪代官や悪得商人など悪役を中心に、現代劇では刑事役を数多く演じて活躍している。

## 出演

### 映画
- 赤坂の姉妹 夜の肌（1960年、東宝） - クルイギン
- 紀州の暴れん坊（1962年、東映） - 徳川頼職
- 天国と地獄（1963年、東宝） - 上野刑事
- 洪庵と1000人の若ものたち（1963年、共同映画） - 福沢諭吉
- エレキの若大将（1965年、東宝） - 笹野
- 怪談（1965年、東宝） - 平宗盛
- 千曲川絶唱（1967年、東宝） - 新聞記者A
- 日本の青春（1968年、東宝） - 酒井軍曹
- 復讐の歌が聞える（1968年、松竹） - レントゲン医師
- ニイタカヤマノボレ -日本帝国の崩壊-（1968年、東宝） - 声の出演
- 御用金（1969年、東京映画）
- 新選組（1970年、三船プロ＝東宝） - 平山五郎
- 商魂一代 天下の暴れん坊（1970年、東宝） - 田内喜多治
- 富士山頂（1970年、石原プロ＝日活） - 三菱社員
- 激動の昭和史 沖縄決戦（1971年、東宝） - 山本憲兵隊長[3]
- 朝やけの詩（1973年、東宝） - 直二郎
- 仁義なき戦い 代理戦争（1973年、東映） - 高石功
- 新幹線大爆破（1975年、東映） - 高沢（新幹線運転車輌部長）
- 動脈列島（1975年、東宝） - 組合委員長
- 金環蝕（1975年、東宝） - 内閣秘書官
- 八つ墓村（1977年、松竹） - 落武者
- 日本の首領 完結篇（1978年、東映） - 江本
- 野性の証明（1978年、東映） - 宇野刑事
- ブルークリスマス（1978年、東宝） - レーダー室武官
- 英霊たちの応援歌 最後の早慶戦（1979年、東宝）
- 衝動殺人 息子よ（1979年、松竹） - 山村刑事
- 地震列島（1980年、東宝） - 林地震課長[3][1]
- 駅 STATION（1981年、東宝） - 留萌次長
- 疑惑（1982年、松竹） - 刑事課長
- 大日本帝国（1982年、東映） - 嶋田繁太郎
- ゴジラ（1984年、東宝） - 梶田科学技術庁長官[1][4][2]
- 夜汽車（1987年、東映） - 佐藤院長
- 吉原炎上（1987年、東映） - 医者
- どっちにするの。（1989年、東宝） - 景山周作
- 夜逃げ屋本舗（1992年、東宝）
- 月光の夏（1993年、ヘラルド・エース＝日本ヘラルド）
- 卒業旅行 ニホンから来ました（1993年、東宝）
- 裏ゴト師（1995年、パル企画） - 若林達郎
- 東京夜曲（1997年、近代映画協会）
- 誘拐（1997年、東宝） - 山根伸一
- 金融腐蝕列島〔呪縛〕（1999年、東映） - 吉野副頭取
- 三面夢姿繪（2004年、A&E） - 藤島武二
- 日本のいちばん長い夏（2010年、松竹） - 佐藤尚武

など

### テレビドラマ
- ナショナルゴールデン劇場 / 逃亡（1966年、NET）
- 三匹の侍 第6シリーズ（1968年、CX）
  - 第3話「裂けた風」 - 大垣兵部
  - 第4話「さらば愛しき女よ」 - 村瀬
- 大岡越前（TBS / C.A.L）
  - 第1部 第18話「復讐の十手」（1970年7月13日） - 源七
  - 第3部 第15話「天狗の眠り」（1972年9月18日） - 北町与力
  - 第7部 第14話「情けが仇の人助け」（1983年7月25日） - 香取要助
  - 第11部 第5話「娘目明し一番手柄」（1990年5月21日） - 梶田惣次郎
- 木下恵介アワー / 二人の世界（1970年、TBS / 木下恵介プロ） - 営業課長
- 女殺し屋 花笠お竜 第22話「長脇差から愛をこめて」（1970年、12ch / 国際放映） - 久兵衛
- 鬼平犯科帳'71 第1話「剣客」（1971年、NET / 東宝） - 滝尻の定七
- 大忠臣蔵（1971年、NET / 三船プロ） - 鬼丸祐之進
- 軍兵衛目安箱 第12話「流離の町」（1971年、NET / 東映）
- 天皇の世紀（1971年、ABC / 国際放映） - 岩瀬忠震
- 水戸黄門（TBS / C.A.L）
  - 第4部（1973年）
    - 第1話「旅立ちの歌 -水戸・江戸-」 - 供侍
    - 第23話「泥棒にされた黄門さま -庄内-」 - 松木三郎右衛門

  - 第6部 第19話「仇討ち！阿波踊り ‐徳島‐」（1975年8月4日） - 逆井源八郎
  - 第7部（1976年）
    - 第4話「御用船大爆破!! -石巻-」 - 川辺金八
    - 第9話「群狼の罠 -松前-」、第10話「吼えろ!! 北海の火縄銃 -函館-」 - 佐橋甚太夫
    - 第17話「黄門さまの駒裁き -天童-」 - 横堀一作

  - 第8部 第16話「非情の対決 -橋本-」（1977年10月31日） - 早川
  - 第10部 第22話「赤い財布の恩返し -馬籠-」（1980年1月14日） - 井坂小十郎
  - 第11部
    - 第2話「夏祭り・姫君暗殺計画 -二本松-」（1980年8月25日） - 佐橋伝八郎
    - 第23話「鎌倉彫にかけた意地 -鎌倉-」（1981年1月19日） - 杉山伝九郎

  - 第12部 第26話「謀反からくり釣り天井 -宇都宮-」（1982年2月22日） - 勝山
  - 第13部 第22話「復讐!化け猫騒動 -佐賀-」（1983年3月14日） - 根岸蔵人
  - 第14部（1984年）
    - 第11話「津軽馬鹿塗り駄目親父 -弘前-」 - 荒木典吾
    - 第33話「じゃじゃ馬娘の婿選び -姫路-」 - 川辺

  - 第15部（1985年）
    - 第6話「御存知 黄門一座の大芝居 -別府-」 - 横瀬
    - 第20話「謎が渦巻く陰謀の宿 -米子-」 - 野木

  - 第17部 第16話「命がけの母娘再会 -宇和島-」（1987年12月14日） - 南原軍次
  - 第20部 第25話「紫頭巾が悪を斬る -中津-」（1991年4月29日） - 秋山主膳
  - 第24部 第28話「悪を砕いた世直し剣 -長岡-」（1996年4月8日） - 島屋金兵衛
  - 第25部 第42話「お銀が結んだ父子細-結城-」(1997年10月20日)　- 荒川屋
  - 第28部 第29話「妻を裏切る夫の本心 -広島-」（2000年10月16日） - 木口紋太夫
  - 第34部 第18話「剣友の濡れ衣を晴らせ -会津-」（2005年5月23日） - 源次
  - 第35部 第10話「老公狙った百年の恨み -長崎-」（2005年12月5日） - 繁造
  - 第38部 第1話「小藩を救え! いざ西へ -水戸・江戸-」（2008年1月7日） - 水野
- B円ヲ阻止セヨ もう一つの占領秘話（1977年、CX） - 深沢家治
- 科学捜査官（1973年- 1974年、関西テレビ / 松竹） - 清水刑事
- 大盗賊 第10話「涙で掟を守れ!」（1974年、CX / 国際放映）
- 幡随院長兵衛お待ちなせえ（1974年） - 川辺金之介
- 座頭市物語（CX / 勝プロ）
  - 第10話「やぐら太鼓が風に哭いた」（1974年）
  - 第22話「父と子の詩」（1975年）
- 鬼平犯科帳'75 第17話「むかしなじみ」（1975年、NET） - 勘十
- 俺たちの勲章 第7話「陽のあたる家」（1975年、NTV / 東宝） - 伊藤刑事
- 長崎犯科帳 第23話「風の噂の孫七郎」（1975年、NTV / ユニオン映画）
- はぐれ刑事（1975年、NTV / 国際放映） - 四谷刑事係長
- 遠山の金さん（NET→ANB/東映）
  - 第1シリーズ 第34話「娘十九の父恋い十手」（1976年） - 寶生院上人
  - 第2シリーズ 第8話「女が渡った泪橋」（1979年） - 仁平
- 非情のライセンス（NET→ANB / 東映）
  - 第2シリーズ（1976年）
    - 第75話「兇悪のワイン」 - 貝塚勇治
    - 第102話「自供」 - 松崎部長

  - 第3シリーズ 第7話「兇悪の予言・霊感を売る女」（1980年）
- 必殺シリーズ（ABC / 松竹）
  - 暗闇仕留人 第12話「大物にて候」（1974年） - 今岡弥九郎
  - 必殺仕業人 第10話「あんたこの宿命をどう思う」（1976年） - 勘助
  - 江戸プロフェッショナル 必殺商売人 第20話「花嫁に迫る舅の横恋慕」（1978年） - 伊兵衛
  - 必殺からくり人・富嶽百景殺し旅 第11話「甲州三坂の水面」（1978年） - 久兵ヱ
  - 翔べ! 必殺うらごろし 第20話「水深しの占い棒が死体を見つけた」（1979年） - 羽黒軍兵衛
  - 必殺仕事人
    - 第13話「矢で狙う標的は仕事人か?」（1979年） - 甚八郎
    - 第36話「合掌技 地獄落し」（1980年） - 仁右ヱ門

  - 新・必殺仕事人 第2話「主水 気分滅入る」（1981年） - 庄兵衛
- Gメン'75（TBS / 東映）
  - 第80話「暗闇の密室殺人」（1976年） - 愛宕署捜査課刑事（通称長さん）
  - 第95話「殺人完了電話」（1977年） - 捜査主任
  - 第110話「警視庁宮ノ森交番のトリック」（1977年） - 大高捜査課長
  - 第121話「パトロール警官と女性連続殺人の謎」（1977年） - 坂上署刑事
  - 第150話「刑事の家を壊す男たち」（1978年） - 宮坂署捜査課主任
  - 第179話「警察署長室ジャック」（1978年） - 宮坂署幹部
  - 第192話「バラバラ事件」（1979年） - 谷口課長
  - 第218話「梟の森 みな殺しの夜」（1979年）
  - 第237話「カーアクション強盗団」（1979年） - 大高署捜査主任
  - 第295話「午前6時の通り魔」（1981年） - 城西署副署長
  - 第297話「ラッシュアワーに動く指」（1981年） - 城西署副署長
  - 第330話「19歳の金髪美女強盗団」（1981年） - 所轄署捜査主任
  - 第355話（最終回）「サヨナラGメン'75 また逢う日まで」（1982年） - 捜査主任
- 大江戸捜査網（12ch / 三船プロ）
  - 第168話「大江戸市街戦」（1974年） - 桑原左門
  - 第249話「謎の土蔵破り」（1976年） - 尾張屋和助
  - 第319話「罪なき父娘の絶唱」（1977年） - 又七
  - 第496話「鈴の音が殺しを呼ぶ」（1981年） - 用人
  - 第549話「品川遊郭おんな蟻地獄」（1982年） - 船倉玄斉
  - 第634話「俺も男だ! 落ちこぼれ親父」（1984年） - 稲村大膳
  - 平成版
    - 第1シリーズ 第2話「賽の目に泣く父娘の絆」（1990年） - 黒川主膳
    - 第2シリーズ 第6話「密通無情」（1991年） - 宗田甲之助
- 桃太郎侍（NTV / 東映）
  - 第28話「泣き笑い千両くじ」（1977年） - 文海
  - 第67話「すずめの初恋」（1978年） - 藤島左門
  - 第85話「女金貸し鬼より怖い」（1978年） - 内藤能登守
  - 第125話「福の神だと云う女」（1979年） - 弥太五郎
  - 第149話「仁兵衛が惚れたお母ちゃん」（1979年） - 井筒屋吉兵衛
  - 第181話「純情ひとすじ廓の恋」（1980年） - 美濃屋清五郎
  - 第248話「勝手知ったる他人の店」（1981年） - 北條帯刀
- 大都会 PARTII 第24話「刑事無情」（1977年、NTV / 石原プロ） - 神奈川県警村岡部長刑事
- 江戸を斬る（TBS / C.A.L）
  - 江戸を斬るIII（1977年） - 中島貞五郎
  - 江戸を斬るVIII 第11話「命を賭けた御用旅」（1994年） - 檜垣兵馬
- 特捜最前線（ANB / 東映）
  - 第46話「判決・私を売った女!」（1978年） - 検事
  - 第74話「死体番号004の男!」（1978年）
  - 第114話「サラ金ジャック・射殺犯桜井刑事!」（1979年） - 増井店長
  - 第216話「レスポンスタイム3分58秒!」（1981年）
  - 第328話「カラスと呼ばれた女!」（1983年） - 高木豊
- 太陽にほえろ!（NTV / 東宝）
  - 第295話「二つの顔の男」（1978年） - 森村（探偵）
  - 第516話「白いスーツの女」（1982年） - 小原清一郎
- 銭形平次（CX / 東映）
  - 第609話「幽霊から来た結び文」（1978年） - 圭助
  - 第614話「狙われた女」（1978年） - 徳造
  - 第666話「やがて青空」（1979年） - 泉屋主人
  - 第685話「思案橋の女」（1979年） - 遠州屋伊三郎
  - 第745話「謎の南蛮かるた」（1980年） - 唐津屋
  - 第750話「再会」（1980年） - 岡っ引き辰
- 大追跡 第4話「首領を撃て」（1978年、NTV / 東宝） - 小室主任刑事
- 横溝正史シリーズII / 八つ墓村（1978年、MBS） - 片岡吉蔵
- 破れ新九郎（1979年、ANB / 中村プロ）
  - 第19話「無惨、狙われた百姓妻」 - 又右衛門
  - 第21話「殺しの報酬は殺し」 - 佐伯
- 大空港（CX / 松竹）
  - 第43話「新米刑事が翔んだ!」（1979年）
  - 第75話「失われた戦場 さらば友よ!」（1980年） - 佐伯の側近
- 森村誠一シリーズ / 野性の証明（1979年、MBS） - 中戸多助
- 長七郎天下ご免! 第7話「あきない札を喰った奴」（1979年、ANB / 東映） - 宍戸右近太夫
- 江戸の激斗 第24話「必死の脱出!!」（1979年、CX / 東宝） - 美濃屋徳兵衛
- 土曜ワイド劇場（ANB）
  - 帝銀事件 大量殺人・獄中32年の死刑囚（1980年、松竹）
  - 松本清張の風の息（1982年、松竹）
  - 幽霊半島（1984年、俳優座映画放送）
  - 松本清張の証言（1984年、大映テレビ）
- 江戸の牙 第15話「遺恨 鮮血の伴天連印」（1980年、ANB / 三船プロ）
- 噂の刑事トミーとマツ 第1シリーズ 第48話「マツもびっくり! 山びこ変身」（1980年、TBS / 大映テレビ） - 荒政組組長
- 雪姫隠密道中記 第3話「狸の又平 槍の仇討 -唐津-」（1980年、TBS / S.H.P） - 玉島左十郎
- 新・江戸の旋風 第30話「瞼の父娘の子守唄」（1980年、CX / 東宝） - 茜屋
- 旅がらす事件帖 第10話「夕陽に背をむけた女」（1980年、KTV / 国際放映） - 藤兵衛
- 日立スペシャル / 曠野のアリア（1980年、TBS） - 清水刑事
- 闇を斬れ 第20話「本日鬼退治にて候」（1981年） - 稲取玄蕃
- 文吾捕物帳 第12話「美しき殺人鬼」（1982年、ANB / 三船プロ）
- 時代劇スペシャル / 風車の浜吉捕物綴（1982年、CX） - 金五郎
- 遠山の金さん 第19話「水晶呪術! 魅せられた女」（1982年、ANB / 東映）※高橋英樹版
- ザ・サスペンス / 松本清張の時間の習俗（1982年、TBS / 大映テレビ） - 刑事
- 火曜サスペンス劇場（NTV）
  - 誘拐の報酬（1982年） - 刑事
  - 松本清張スペシャル・黒の回廊（1984年、俳優座映画放送）
  - 救急指定病院3（1995年、総合ビジョン） - 殿村刑事
  - 身辺警護3「マルタイの教育評論家の女は昔、ひまわり先生と呼ばれた中学教師」（1999年） - 坂上の叔父
  - 盲人探偵・松永礼太郎11（1999年、ユニオン映画） - 西村局次長
  - 凍えるキリン 時効間近に北の街で出会った殺人犯と目撃者（2001年）
  - 身辺警護・7「底から出た白骨死体は夫？10年間待ち続けてた女の完全犯罪」（2001年）
  - どうぞ安らかに・2「遺骨の灰に残る不燃物は教育ママ殺害の証拠品？母の夢が重荷の家出少年の心の闇」（2002年） - 南耕一（さやかの父）
- ザ・ハングマンシリーズ（ABC / 松竹芸能）
  - ザ・ハングマンII 第18話「さらわれた女子大生 救出トンビ作戦」（1982年） - 富岡一郎（富岡産業社長）
  - ザ・ハングマン4 第10話「エリートの父親が隠し子の命を狙う!」（1984年） - 倉本栄（倉本商事社長）
  - ザ・ハングマンV 第17話「押収麻薬がタライ廻しされる!」（1986年） - 島村三雄（東亜総合病院副院長）
- 暴れん坊将軍シリーズ（ANB / 東映）
  - 吉宗評判記 暴れん坊将軍
    - 第15話「春を呼ぶ藪医者」（1978年） - 清五郎
    - 第43話「お庭番非情!」（1978年） - 千石屋喜平
    - 第65話「恐れ多くもお茶壺道中」（1979年） - 佐久間主馬
    - 第91話「対決!嵐の甲府城」（1979年） - 銀蔵
    - 第165話「誰がための親不孝」（1981年） - 明神の安吉

  - 暴れん坊将軍II
    - 第5話「狸に化けた弁天様」（1983年） - 八丁縄手の太兵衛
    - 第72話「座布団の雨 上様初舞台!」（1984年） - 天満屋庄兵衛
    - 第136話「おやこ鷹 師走の哀歌!」（1985年） - 奥州屋吉之助

  - 暴れん坊将軍III
    - 第4話「血ぬりの一文銭」（1988年） - 敦賀屋儀兵衛
    - 第50話「初富士の花嫁、吉宗の禁じられた恋!」（TVスペシャル、1989年） - 後藤三左衛門
    - 第96話「地獄で仏のおやこ唄」（1990年） - 脇坂兵馬
    - 第124話「流転笠、江戸のつむじ風!」（1990年） - 坂東屋伊左衛門

  - 暴れん坊将軍IV
    - 第38話「狙われた江戸城の花嫁!」（スペシャル）（1991年） - 大黒屋利平
    - 第54話「非情の掟! 激突、父と子」（1992年） - 水野平太夫

  - 暴れん坊将軍V
    - 第26話「刃傷! 慕情消えやらず」（1993年） - 中津屋市兵衛
    - 第41話「対決! みちのく恋風剣法」（1994年） - 黒沼修理

  - 暴れん坊将軍VI 第18話「母恋い人形、やじろべえ」（1995年） - 常盤屋市右衛門
- 海にかける虹～山本五十六と日本海軍（1983年、TX / 東映）- 宇垣纏
- 大奥 第3話「陰謀の毒薬」（1983年、KTV） - 青山忠俊
- 外科医 城戸修平 第10話「医者失格」（1983年、TBS）
- 時代劇スペシャル / 暗殺者の神話（1984年、CX / 俳優座映画放送） - 吉次郎
- ニュードキュメンタリードラマ昭和 松本清張事件にせまる 第6話「昭電疑獄 野望の設計図」（1984年、ANB / 東映）
- 金曜女のドラマスペシャル / 女が階段を上る時（1985年、CX / 東映）
- いのち（1986年、NHK） - 乗客
- おんな風林火山（1986年、TBS / 大映テレビ） - 山県昌景
- オヨビでない奴! 第3話（1987年、TBS） - 文部省の人
- ジャングル 第12話「警察官蒸発」（1987年、NTV / 東宝） - 八坂署防犯課長・宮本
- 三匹が斬る! 第1話「十萬両! ここが名代の浮世風呂」（1988年、ANB / 東映） - 酒井監物
- 花の生涯 井伊大老と桜田門（1988年、TX / 東映） - 井上清直
- 八百八町夢日記 第1シリーズ 第5話「情けをかけて」（1989年、NTV）- 菱屋茂兵衛
- はぐれ刑事純情派 第2シリーズ 第5話「安浦刑事老警察犬を特訓す」（1989年、ANB） - 池さん（池内康平）
- 樅ノ木は残った（1990年、NTV） - 蜂屋可広
- HOTEL（1990年、TBS / 東映) - ホテルプラトン調理長
- 十三人の刺客（1990年、CX / 仕事 / 映像京都 / 松竹京都映画） - 三州屋徳兵衛
- 将軍家光忍び旅 第8話「母恋い街道小さな目撃者」（1990-91年、テレビ朝日） - 下部主水正
- 岡っ引どぶ（1991年、CX / 仕事 / 映像京都） - 同心 小松 ※レギュラー
- 次郎長三国志（1991年、TX / 松竹） - 都田吉兵衛
- 仕掛人・藤枝梅安「弐 梅安仕掛針」（1991年、CX） - 出石藩江戸家老・服部
- 戦国最後の勝利者 徳川家康（1992年、ANB / 東映） - 平岩親吉
- 鬼平犯科帳 第4シリーズ 第3話「盗賊婚礼」（1992年、CX / 松竹） - 土山左十郎
- 天下を獲った男 豊臣秀吉（1993年、TBS） - 滝川一益
- 銭形平次（CX / 東映） ※北大路欣也版
  - 第3シリーズ 第7話「出刃を研ぐ女」（1993年） - 伊助
  - 第5シリーズ 第4話「疑惑の果て」（1995年） - 大黒屋
- 名奉行 遠山の金さん 第6シリーズ 第3話「遠山桜と御落胤」（1994年6月30日、ANB / 東映） - 白木采女 ※ 松方弘樹版
- あばれ八州御用旅 第4シリーズ 第8話「消えた八千両 悲しい女の夢芝居」（1994年、TX / ユニオン映画） - 稲垣大膳
- 殿さま風来坊隠れ旅 第17話「わがままナマイキ松平定信」（1994年、ANB / 東映）
- 御家人斬九郎 （CX / 映像京都）
  - 第1シリーズ 第3話「姉の宿下がり」（1995年）
  - 第2シリーズ 第7話「白魚の吉次」（1997年） - 佐久間忠左衛門
- 炎の奉行 大岡越前守（1997年、TX / 松竹） - 堀部弥兵衛
- 隠密奉行朝比奈 第1シリーズ 第2話「萩焼きの女 秋吉台の決闘」（1998年、CX） - 堀田図書
- リング〜最終章〜 第10話「貞子復活」（1999年、CX） - 桧山教授
- 時代劇ロマン 柳橋慕情（2000年、NHK）
  - 第3話「噂のふたり」
  - 第6話「炎の恋」
- 月曜ドラマスペシャル 垂里冴子のお見合い事件帖（2000年7月10日、TBS / 仕事） - 不破弁護士
- 女と愛とミステリー「20時18分の死神 小樽発・殺意の旅路」（2003年、BSジャパン / ユニオン映画） - 深谷為次郎
- 和田アキ子 特別企画ドラマ ザ・介護番長（2005年、TBS / ホリプロ）
- 金曜エンタテイメント 星に願いを〜七畳間で生まれた410万の星〜（2005年8月26日、CX）
- 水曜時代劇 / ちいさこべ〜若棟梁と九人の子〜 第4話「絆」（2006年、NHK）
- NHKハイビジョン特集「日本のいちばん長い夏」（2010年7月31日、NHK-BShi） - 佐藤尚武

など

### オリジナルビデオ
- 芝の貴婦人（1992年、ジーダス）

### 劇場アニメ
- チスト みどりのおやゆび（1990年、ダックスインターナショナル）

### 舞台
- 無名塾公演
  - 「いのちぼうにふろう物語」（1998年）
  - 「どん底」（2000年） - 宿の主人
  - 「ウィンザーの陽気な女房たち」（2001年 - 2002年） - ロバート・シャロー

など